# 中国逻辑史
中国逻辑史指的是演绎逻辑和归纳逻辑等思想在中国产生和发展的历史。从逻辑史角度看，中国的逻辑学并未同欧洲、印度和穆斯林世界一样有着广泛认同和持续发展的特点，而是在相当长的时间内保持相对孤立。因此，中国的形式逻辑在逻辑学史上有着特殊的地位。
中国的逻辑思想极为丰富地表现在了各个学术的思想范围和认识中。然而由于过去封建正名的思想统治，使旧哲学中论名实的逻辑科学长期停顿在正名主义的逻辑思想和墨辩立名本的思想认识上；而一直分散在各种科学技术思想方面的理论，也因为旧的哲学和科学狭隘的区划限制，没有得到逻辑综合的研究。

## 先秦时期：起源与百家争鸣
春秋战国时期，周王室逐渐衰微，各诸侯国之间征战不休，中国社会正经历着巨大的变动。不同地域、不同阶层、不同利益集团的人们纷纷提出自己解决社会变乱的主张，学术上也出现了“百家争鸣”的局面。各家各派为了宣传自己的主张、驳斥别派的观点，必然要对论辩的原则、方法等进行探讨、总结。当时将讨论名实关系、论辩析理的学问称为名辩之学；其时甚至出现了一个从事名辩学研究的学派——名家。名家对名实关系、正名原则和论辩术进行探讨和总结，涌现出一些研究名（语词或概念）和辩（论辩术）的思想家，在他们关于名辩的学说中萌发了诸家的逻辑思想。

### 名辩学派
逻辑史研究的“名家”，一般就是“形名家”， 亦即刑名家。名家是中国思想家中最早提出逻辑问题的学派，包括对思想中最基本的元素 “实”与“名”和各命题关系的诠释。
邓析是名家创始人，他善操“两可之说”，设“无穷之辩”，为诉讼双方提供胜诉的充分理由，并用严密的逻辑分析，批评当时的政治和法令。惠施是名家“合同异”派代表，曾提出“历物十事”，如“天与地卑，山与泽平”“南方无穷而有穷”等。他把人们通常对一句话的解释换成一个特别的解释，“以非为是，以是为非”。其他辩者还提出了“辩者二十一事”，如“卵有毛，鸡三足”“龟长于蛇”等。名家“离坚白”派的代表是公孙龙，他认为摸石头只有坚的感觉而没有白的感觉，看石头只有白的感觉而没有坚的感觉，坚的感觉和白的感觉是分离的，坚和白是分别自藏的。因此，概念“坚”和概念“白”也是分离的。公孙龙论证了辩者儿说提出的命题“白马非马”。他认为“白马”与“马”在外延和内涵方面都不相同，因此白马与马不相同。

### 墨家逻辑
墨家邏輯是中國古代邏輯的重要流派之一，主要由墨子及其後學所創立和發展。墨家邏輯強調實踐性和應用性，注重名實關系、推理方法和辯論技巧，旨在探尋事物本質和規律，為政治、倫理和社會實踐提供指導。
墨家邏輯的核心概念包括“名”、“實”、“故”、“理”等。其中，“名”指的是事物的名稱或概念，而“實”則是事物的實際存在或本質。墨家認為，名實之間應當相符，即名稱應當准確地反映事物的本質和特征。為了實現名實相符，墨家提出了一系列推理方法和辯論技巧，如類比、演繹、歸納、反證等。
在墨家邏輯中，“故”指的是事物的原因或根據，而“理”則是指事物的規律或法則。墨家認為，通過深入探究事物的原因和規律，可以更好地認識和理解事物，為政治、倫理和社會實踐提供有力的指導。因此，墨家邏輯不僅關注名實關系，也注重因果分析和規律探尋。
墨家邏輯還具有強烈的批判精神和實踐傾向。墨家認為，只有通過實際的觀察和實踐，才能檢驗理論的正確性和可靠性。因此，墨家邏輯不僅關注理論的構建，也注重實踐的應用和檢驗。同時，墨家還批判了其他學派的邏輯思想，提出了許多獨到的見解和理論。

### 儒家正名论
儒家正名論是儒家思想中的一個重要理論，主要涉及到個人與社會、名與實之間的關系。其核心思想是強調“名”與“實”之間的相符，即事物或人的名稱（名）應當與其本質或實際內容（實）相符合。
在儒家正名論中，“名”不僅僅是一個簡單的稱呼或標簽，它代表著一種責任、義務和道德標准。每個“名”都有其特定的含義和內涵，這種含義就是此名所指的一切事物的本質。因此，在社會關系中，每個“名”都含有一定的責任和義務，負有這些名的人都必須相應履行他們的責任和義務。
儒家正名論強調，為了維護社會的秩序和穩定，必須確保“名”與“實”之間的相符。如果“名”與“實”不符，就會導致社會混亂和道德淪喪。因此，儒家認為，君主和臣子、父親和兒子等社會角色，都應當遵循各自的名分，恪守自己的職責和義務，以實現社會的和諧與穩定。
儒家正名論是一種關於名與實、個人與社會之間關系的哲學理論，它強調“名”與“實”的相符，以及社會角色和職責的明確和履行。這一理論在儒家思想中具有重要的地位，對中國古代社會的政治、文化和道德建設產生了深遠的影響。

### 道家无名论
道家無為論是一種哲學思想，它強調的是順應自然、不干預自然和宇宙的規律。在道家的觀念中，萬物都有其自然的法則和秩序，人類應該尊重並遵循這些法則和秩序，不去過度干預自然的發展。
具體來說，“道家無名論”指的是道家的一種觀點，即認為名稱和概念並不是事物的本質屬性，它們只是人們為了方便描述和理解而使用的工具。因此，道家主張摒棄對事物本質的執著追求，而是要關注事物的內在本質和規律，以順應自然的方式去處理人和自然的關系。在這個意義上，“道家無名論”強調了“道”的概念的重要性，因為它是宇宙的本源和基礎，是萬物存在和發展的根本條件。
“道家無為論”是一種強調順應自然、不干預自然的哲學思想，它與道家的其他重要理念如“道法自然”、“無為而無不為”等密切相關。

### 法家形名法术
法家的形名法術是一種政治思想和方法論，主要強調法治、權術和組織管理。法家思想起源於中國古代的商鞅、韓非等人，主張通過法律、規章和制度來治理國家和社會，以實現社會的穩定和繁榮。
形名法術的核心內容包括：
形名論：形名法家中，“形”指的是事物的外在形態或表現，而“名”則是對這些形態或表現所作的命名或定義。法家認為，通過明確事物的形和名，可以清晰地了解事物的本質和特性，進而有效地進行管理和控制。
法術論：法術指的是權術和統治手段。法家主張君主應該掌握絕對的權力，並運用各種手段來維護自己的統治。這包括運用法律、規章和制度來約束和管理民眾，以及通過各種權術來駕馭臣子和民眾，確保國家的穩定和秩序。
法治論：法家強調法治的重要性，認為法律是治理國家的基石。通過制定和實施明確的法律，可以維護社會秩序，保障人民的權益，促進國家的繁榮。同時，法律也是君主統治的工具，可以確保君主的權力得到有效的實施和維護。
法家的形名法術是一種強調法治、權術和組織管理的政治思想和方法論。它主張通過明確事物的形和名、運用各種權術和法治手段來管理和控制國家和社會，以實現社會的穩定和繁榮。這種思想在古代中國得到了廣泛的應用和實踐，並對後世產生了深遠的影響。

## 秦汉至宋明时期：逻辑思想的继承和发展
在秦漢至宋明時期，中國的邏輯思想經歷了繼承和發展的過程。這一時期的邏輯思想深受先秦時期諸子百家的影響，尤其是儒家和道家的思想，並在此基礎上有所創新和發展。
秦漢時期的邏輯思想
在秦漢時期，法家的邏輯思想得到了實踐和應用。秦始皇統一六國後，采納了法家的主張，實行了一系列中央集權的制度。這一時期的邏輯思想主要體現在法律的制定和執行上，強調法律的明確性和權威性，以及君主對法律的絕對掌握。
魏晉南北朝時期的邏輯思想
到了魏晉南北朝時期，玄學興起，對邏輯思想產生了重要影響。玄學家們開始關注事物的內在本質和規律，對名實關系進行了深入的探討。這一時期的邏輯思想逐漸從實用主義轉向理論探討，對後世邏輯學的發展產生了深遠影響。
宋明時期的邏輯思想
宋明時期，理學興起，成為主流思想。理學家們強調格物致知，即通過觀察和思考來認識事物的本質和規律。他們注重邏輯推理和論證，對邏輯學的發展做出了重要貢獻。同時，宋明理學也吸收了佛教和道教的邏輯思想，形成了具有中國特色的邏輯學體系。
繼承和發展
在這一時期，邏輯思想在繼承先秦時期諸子百家的基礎上，不斷發展創新。秦漢時期的實用主義邏輯思想為後來的法律制定和執行提供了理論基礎；魏晉南北朝時期的玄學邏輯思想為後世的理論探討提供了思路；宋明時期的理學邏輯思想則形成了具有中國特色的邏輯學體系。這些繼承和發展共同推動了中國古代邏輯思想的發展進程。

## 唐明至民国时期：印度因明和西方逻辑的传入
在唐明至民國時期，印度因明（佛教邏輯）和西方邏輯學相繼傳入中國，對中國的邏輯思想產生了深遠的影響。這一時期，中國與印度、西方的文化交流日益頻繁，為印度因明和西方邏輯的傳入提供了歷史背景。
唐代至明代：印度因明的傳入
在唐代，隨著佛教的盛行，印度因明（即佛教邏輯）開始傳入中國。印度因明強調因（理由）和果（結論）之間的邏輯關系，注重推理的嚴密性和論證的有效性。這一時期的邏輯學家如玄奘、窺基等人對印度因明進行了系統的翻譯和研究，將其與中國傳統的邏輯思想相結合，形成了具有中國特色的佛教邏輯體系。
清代至民國時期：西方邏輯的傳入
到了清代末期和民國時期，隨著西方文化的傳入和近代科學的發展，西方邏輯學開始在中國得到廣泛的傳播和應用。這一時期，許多西方邏輯學著作被翻譯成中文，如亞裡士多德的《邏輯學》、康德的《純粹理性批判》等。同時，中國學者也開始對西方邏輯學進行系統的研究和應用，如嚴復、胡適等人對西方邏輯學的介紹和推廣。
影響與融合
印度因明和西方邏輯的傳入對中國的邏輯思想產生了深遠的影響。一方面，這些外來邏輯思想為中國的邏輯學研究提供了新的視角和方法；另一方面，中國學者在吸收外來思想的同時，也注重將其與中國傳統的邏輯思想相結合，形成了具有中國特色的邏輯學體系。這種融合和創新不僅推動了中國邏輯學的發展，也為世界邏輯學的發展做出了重要貢獻。

## 20世纪至今：对中国古代逻辑史的全面整理和研究
20世紀至今，對中國古代邏輯史的全面整理和研究取得了顯著的進展。這一時期的學者們在繼承前人研究的基礎上，運用新的方法和視角，對中國古代邏輯思想進行了系統的梳理和分析，取得了豐碩的成果。
20世紀初至30年代末：開拓時期
在20世紀初至30年代末，中國邏輯史研究進入了開拓時期。學者們開始運用西方邏輯理論和因明（印度佛教邏輯）來闡釋中國古代的名辯思想資料。他們發現中國古代擁有豐富的邏輯理論，這些理論與西方邏輯學有著異曲同工之妙。這一時期的代表性學者有胡適、金岳霖、郭湛波等，他們的研究為中國邏輯史的研究奠定了堅實的基礎。
20世紀40年代至70年代末：深入發展
20世紀40年代至70年代末，中國邏輯史研究在深入發展。學者們依據自己的邏輯史觀，對中國古代邏輯思想進行了更為深入的分析和探討。他們不僅關注古代邏輯思想的理論體系，還關注其在歷史發展過程中的演變和影響。同時，學者們也開始關注中國古代邏輯思想與其他文化傳統的交流和融合。
20世紀80年代至今：多元化和國際化
進入20世紀80年代以後，中國邏輯史研究呈現出多元化和國際化的趨勢。學者們開始運用多種方法和視角來研究中國古代邏輯思想，如比較研究、跨文化研究等。同時，隨著國際學術交流的不斷加強，中國邏輯史研究也逐漸融入國際學術體系，與世界各地的邏輯學者展開了廣泛的合作與交流。
20世紀至今是中國古代邏輯史研究的重要時期。學者們通過全面整理和研究中國古代邏輯思想，不僅深化了對中國古代文化的理解，也為世界邏輯學的發展做出了重要貢獻。

### 引用
1. ↑  尚秉和 等. . 中国大百科全书出版社. 1987. ISBN 7500073380.
2. ↑  汪奠基. . 武汉大学出版社. 2012: 44. ISBN 9787307097575.
3. ↑  汪奠基. . 武汉大学出版社. 2012: 47-49. ISBN 9787307097575.
4. ↑  吕不韦.  . 维基文库, 卷第十八. [ 扫描件]

## 延伸阅读
- 王克喜《中国逻辑史比较研究之反思 （页面存档备份，存于）》（简体中文）